# Caroli (famiglia)
Caroli è una famiglia italiana di tradizione circense, che diede origine a varie generazioni di artisti che calcarono con successo le scene europee fin dall'inizio dell'Ottocento.

## Storia e componenti
Il capostipite fu Pietro, ex macellaio, nato a Faenza nel 1802, che si dedicò alla vita nomade unendosi ad una compagnia di ginnasti italiani, i Civilotti.
Da allora nelle piste dei circhi di gran parte del mondo si esibiscono rappresentanti di questa dinastia imparentatasi con altre antiche famiglie come i Lizzi, gli Sforzi, i Medini ed altri ancora.
Oltre duecento i discendenti, molti dei quali proprietari di circo, fra cui: i cavallerizzi Enrico (1912-1983) (specializzato in numerosi numeri acrobatici, tra i quali il salto mortale dal primo al terzo cavallo, il salto mortale in piroetta dal primo al secondo, il doppio salto mortale alle spalle del fratello Ernesto al cavallo che segue), considerato uno dei migliori cavallerizzi di tutti i tempi, che formò il trio assieme ai fratelli Ernesto (1917-1994) e Francesco (1922-2004), noti in un secondo tempo anche come i clowns del trio 'I Francesco', ottenendo grandi consensi in tutta Europa, che si ritirò nel 1987; lo sbarrista Arturo; l'anellista Carlo; i ciclisti Oscar, Germana e Nikita; i clowns Ugo (Jo Jo), Berto e Rico; gli 'icariani' Giuseppe, Enrico, Lamberto e Pierino, la trapezista volante Sivigliana.
Francesco lavorò fino agli anni ottanta, riscoperto e rivalutato da Bernhard Paul nel circo tedesco Roncalli, fino a quando si ammalò di cancro; ricevette numerosi premi e riconoscimenti in Italia e all'estero per la sua carriera, tra i quali un premio dalla World Clown Association e nel 2004 dalla World's Fair.
Domenico, figlio di Enrico portò avanti la tradizione clownesca di famiglia. Ernesto si dedicò all'insegnamento di acrobazia equestre in Francia.
Un personaggio fondamentale della famiglia Caroli nel secondo dopoguerra fu Evaristo Caroli, detto Gratta, specializzato comico: egli effettuò tournée per l'Italia fino agli anni ottanta con il suo circo, Circo Caroli, caratterizzandosi per la vitalità bonaria, la simpatia toscaneggiante. Il Circo Caroli, verso la fine del XX secolo è formato da una quindicina di artisti, tra i quali Guendalina e Rosangela alle corde verticali e in un numero di contorsionismo, il duo Gerardi saltatori al tappeto, Sergio, Rosanna e Iva ciclisti acrobatici, Neviacon con le sue candide colombe.